# 野瀬瞳
野瀬 瞳（のせ ひとみ、1988年12月17日 - ）は、日本の競泳選手。専門は平泳ぎ。スポーツクラブフェニックス（大野城スイミングクラブ部門）所属。九州共立大学卒業。

## 経歴
- 福岡県出身。幼い頃に水泳を始める。
- 高校卒業後は進学せずにクラブ所属のまま北京五輪出場を目指したものの、2008年の日本水泳選手権では、100m平泳ぎで6位となり、実現しなかった。その直前に文藝春秋のスポーツ雑誌「Sports Graphic Number」（2008年3月20日号）の特集「女子力」に登場した。
- 2009年、北九州市の九州共立大学に入学。直後の日本選手権では50mでは優勝（日本新記録）、100mでは2位、200mでは3位となり、世界水泳ローマ大会の出場した。
- 同年のFNS26時間TVのコーナー「さんま中居の今夜は眠れない」のラブメイト10の第7位にランクインした。ただし、日本水連から写真提供を断られた為、パネル等の写真での紹介が出来なかったので、すぽるとのスポーツコーナーを捩じ込む形で紹介された。
- 2013年11月7日に放送されたフジテレビの「VS嵐」で女子アスリートチームのメンバーとして出演した[1]。
- 2014年4月19日に放送されたTBSテレビの「炎の体育会TV」で伊藤華英・柴田亜衣・春口沙緒里と組み、EXILEのTETSUYA・魔裟斗・オードリーの春日俊彰・小島よしおと対決した[2]。
- 2014年5月25日に放送されたTBSテレビ「さんまのSUPERからくりテレビ」で女子アスリート会の企画に出演した[3]。